# Твердофазные реакции
Твердофа́зные реа́кции  — реакции, протекающие в твёрдой фазе. Например, к ним относятся аналитические реакции между веществами, находящимися в кристаллическом состоянии, обнаруживаемые обычно по изменению окраски. Например, для обнаружения свинца к его соли добавляют иодид калия и растирают. При этом появляется жёлтое окрашивание (образуется твёрдый иодид свинца PbI2).
Твердофазный химический анализ удобен для геологов и минералогов, для качественного установления состава удобрений, почв и др.